# 設爾特艾蘭海茨 (紐約州)
設爾特艾蘭海茨（英語：Shelter Island Heights）是位於美國紐約州薩福克縣的普查規定居民點。

## 人口
根據2020年美國人口普查的數據，設爾特艾蘭海茨的面積為35.04平方千米，當中陸地面積為13.98平方千米，而水域面積為21.06平方千米。當地共有人口1601人，而人口密度為每平方千米45.69人。